# Liste des planètes mineures (181001-182000)
Voici la liste des planètes mineures numérotées de 181001 à 182000. Les planètes mineures sont numérotées lorsque leur orbite est confirmée, ce qui peut parfois se produire longtemps après leur découverte. Elles sont classées ici par leur numéro et donc approximativement par leur date de découverte.

## Planètes mineures 181001 à 182000

### 181001-181100
| Nom           | Désignation provisoire | Date de la découverte | Découvreur                 |
| ------------- | ---------------------- | --------------------- | -------------------------- |
| (181001)      | 2005 ND40              | 3 juillet 2005        | Mt. Lemmon Survey          |
| (181002)      | 2005 NG45              | 5 juillet 2005        | Mt. Lemmon Survey          |
| (181003)      | 2005 NJ47              | 7 juillet 2005        | Spacewatch                 |
| (181004)      | 2005 NU47              | 7 juillet 2005        | Spacewatch                 |
| (181005)      | 2005 NX48              | 4 juillet 2005        | NEAT                       |
| (181006)      | 2005 ND54              | 10 juillet 2005       | Spacewatch                 |
| (181007)      | 2005 NG55              | 10 juillet 2005       | Spacewatch                 |
| (181008)      | 2005 NH57              | 5 juillet 2005        | NEAT                       |
| (181009)      | 2005 NE63              | 13 juillet 2005       | Lowe, A.                   |
| (181010)      | 2005 NA64              | 1er juillet 2005      | Spacewatch                 |
| (181011)      | 2005 NM65              | 1er juillet 2005      | Spacewatch                 |
| (181012)      | 2005 NE67              | 2 juillet 2005        | Spacewatch                 |
| (181013)      | 2005 NU73              | 9 juillet 2005        | Spacewatch                 |
| (181014)      | 2005 ND74              | 9 juillet 2005        | Spacewatch                 |
| (181015)      | 2005 NU77              | 11 juillet 2005       | Mt. Lemmon Survey          |
| (181016)      | 2005 ND78              | 11 juillet 2005       | Spacewatch                 |
| (181017)      | 2005 NK78              | 11 juillet 2005       | Spacewatch                 |
| (181018)      | 2005 NU80              | 12 juillet 2005       | Bickel, W.                 |
| (181019)      | 2005 NY84              | 2 juillet 2005        | Spacewatch                 |
| (181020)      | 2005 NW86              | 3 juillet 2005        | Mt. Lemmon Survey          |
| (181021)      | 2005 NQ97              | 9 juillet 2005        | Spacewatch                 |
| (181022)      | 2005 ND101             | 10 juillet 2005       | Spacewatch                 |
| (181023)      | 2005 NW107             | 7 juillet 2005        | Veillet, C.                |
| (181024)      | 2005 NM115             | 7 juillet 2005        | Veillet, C.                |
| (181025)      | 2005 OU3               | 28 juillet 2005       | Broughton, J.              |
| (181026)      | 2005 OX3               | 29 juillet 2005       | NEAT                       |
| (181027)      | 2005 OR6               | 28 juillet 2005       | NEAT                       |
| (181028)      | 2005 OW9               | 27 juillet 2005       | NEAT                       |
| (181029)      | 2005 OX9               | 27 juillet 2005       | NEAT                       |
| (181030)      | 2005 OP11              | 28 juillet 2005       | NEAT                       |
| (181031)      | 2005 OX11              | 29 juillet 2005       | NEAT                       |
| (181032)      | 2005 OO12              | 29 juillet 2005       | NEAT                       |
| (181033)      | 2005 OX12              | 29 juillet 2005       | NEAT                       |
| (181034)      | 2005 OM19              | 28 juillet 2005       | NEAT                       |
| (181035)      | 2005 OO20              | 28 juillet 2005       | NEAT                       |
| (181036)      | 2005 OV20              | 28 juillet 2005       | NEAT                       |
| (181037)      | 2005 OE22              | 29 juillet 2005       | NEAT                       |
| (181038)      | 2005 OZ22              | 29 juillet 2005       | NEAT                       |
| (181039)      | 2005 OH24              | 30 juillet 2005       | NEAT                       |
| (181040)      | 2005 OM25              | 31 juillet 2005       | NEAT                       |
| (181041)      | 2005 OB28              | 30 juillet 2005       | NEAT                       |
| (181042)      | 2005 OF29              | 16 juillet 2005       | CSS                        |
| (181043) Anan | 2005 PV                | 4 août 2005           | Hori, H., Maeno, H.        |
| (181044)      | 2005 PE1               | 1er août 2005         | Siding Spring Survey       |
| (181045)      | 2005 PU1               | 1er août 2005         | Siding Spring Survey       |
| (181046)      | 2005 PU2               | 2 août 2005           | LINEAR                     |
| (181047)      | 2005 PJ3               | 4 août 2005           | NEAT                       |
| (181048)      | 2005 PS3               | 6 août 2005           | Broughton, J.              |
| (181049)      | 2005 PH4               | 4 août 2005           | NEAT                       |
| (181050)      | 2005 PB5               | 2 août 2005           | Broughton, J.              |
| (181051)      | 2005 PC5               | 6 août 2005           | Broughton, J.              |
| (181052)      | 2005 PO8               | 4 août 2005           | NEAT                       |
| (181053)      | 2005 PH9               | 4 août 2005           | NEAT                       |
| (181054)      | 2005 PZ11              | 4 août 2005           | NEAT                       |
| (181055)      | 2005 PA14              | 4 août 2005           | NEAT                       |
| (181056)      | 2005 PX17              | 11 août 2005          | Ferrando, R., Ferrando, M. |
| (181057)      | 2005 PT18              | 9 août 2005           | LINEAR                     |
| (181058)      | 2005 PQ19              | 6 août 2005           | NEAT                       |
| (181059)      | 2005 QJ1               | 22 août 2005          | NEAT                       |
| (181060)      | 2005 QX1               | 22 août 2005          | NEAT                       |
| (181061)      | 2005 QF2               | 24 août 2005          | NEAT                       |
| (181062)      | 2005 QG2               | 24 août 2005          | NEAT                       |
| (181063)      | 2005 QP4               | 24 août 2005          | NEAT                       |
| (181064)      | 2005 QT4               | 24 août 2005          | NEAT                       |
| (181065)      | 2005 QY5               | 24 août 2005          | NEAT                       |
| (181066)      | 2005 QC6               | 24 août 2005          | NEAT                       |
| (181067)      | 2005 QG9               | 25 août 2005          | NEAT                       |
| (181068)      | 2005 QA12              | 24 août 2005          | NEAT                       |
| (181069)      | 2005 QF15              | 25 août 2005          | NEAT                       |
| (181070)      | 2005 QG15              | 25 août 2005          | NEAT                       |
| (181071)      | 2005 QH19              | 25 août 2005          | CINEOS                     |
| (181072)      | 2005 QJ19              | 25 août 2005          | CINEOS                     |
| (181073)      | 2005 QQ19              | 25 août 2005          | CINEOS                     |
| (181074)      | 2005 QQ20              | 26 août 2005          | LONEOS                     |
| (181075)      | 2005 QT20              | 26 août 2005          | LONEOS                     |
| (181076)      | 2005 QG23              | 27 août 2005          | LONEOS                     |
| (181077)      | 2005 QB26              | 27 août 2005          | Spacewatch                 |
| (181078)      | 2005 QH26              | 27 août 2005          | Spacewatch                 |
| (181079)      | 2005 QO27              | 27 août 2005          | Spacewatch                 |
| (181080)      | 2005 QP31              | 22 août 2005          | Siding Spring Survey       |
| (181081)      | 2005 QM36              | 25 août 2005          | NEAT                       |
| (181082)      | 2005 QC37              | 25 août 2005          | NEAT                       |
| (181083)      | 2005 QY37              | 25 août 2005          | NEAT                       |
| (181084)      | 2005 QN38              | 25 août 2005          | CINEOS                     |
| (181085)      | 2005 QF42              | 26 août 2005          | LONEOS                     |
| (181086)      | 2005 QL46              | 26 août 2005          | NEAT                       |
| (181087)      | 2005 QW47              | 26 août 2005          | NEAT                       |
| (181088)      | 2005 QB50              | 26 août 2005          | NEAT                       |
| (181089)      | 2005 QV51              | 27 août 2005          | LONEOS                     |
| (181090)      | 2005 QB52              | 27 août 2005          | LONEOS                     |
| (181091)      | 2005 QW53              | 28 août 2005          | Spacewatch                 |
| (181092)      | 2005 QN55              | 28 août 2005          | LONEOS                     |
| (181093)      | 2005 QB56              | 28 août 2005          | Spacewatch                 |
| (181094)      | 2005 QF56              | 28 août 2005          | NEAT                       |
| (181095)      | 2005 QE59              | 25 août 2005          | NEAT                       |
| (181096)      | 2005 QC61              | 26 août 2005          | NEAT                       |
| (181097)      | 2005 QG64              | 26 août 2005          | NEAT                       |
| (181098)      | 2005 QW64              | 26 août 2005          | LONEOS                     |
| (181099)      | 2005 QC66              | 27 août 2005          | LONEOS                     |
| (181100)      | 2005 QV69              | 29 août 2005          | LINEAR                     |

### 181101-181200
| Nom                  | Désignation provisoire | Date de la découverte | Découvreur           |
| -------------------- | ---------------------- | --------------------- | -------------------- |
| (181101)             | 2005 QA70              | 29 août 2005          | LINEAR               |
| (181102)             | 2005 QB71              | 29 août 2005          | LINEAR               |
| (181103)             | 2005 QQ71              | 29 août 2005          | LONEOS               |
| (181104)             | 2005 QD72              | 29 août 2005          | LONEOS               |
| (181105)             | 2005 QO72              | 29 août 2005          | Spacewatch           |
| (181106)             | 2005 QW73              | 29 août 2005          | LONEOS               |
| (181107)             | 2005 QN76              | 24 août 2005          | NEAT                 |
| (181108)             | 2005 QS76              | 28 août 2005          | St. Veran            |
| (181109)             | 2005 QZ80              | 28 août 2005          | Siding Spring Survey |
| (181110)             | 2005 QO85              | 30 août 2005          | Spacewatch           |
| (181111)             | 2005 QJ88              | 24 août 2005          | Broughton, J.        |
| (181112)             | 2005 QL91              | 25 août 2005          | CINEOS               |
| (181113)             | 2005 QS92              | 26 août 2005          | NEAT                 |
| (181114)             | 2005 QK93              | 26 août 2005          | NEAT                 |
| (181115)             | 2005 QF94              | 27 août 2005          | NEAT                 |
| (181116)             | 2005 QN95              | 27 août 2005          | NEAT                 |
| (181117)             | 2005 QH98              | 27 août 2005          | NEAT                 |
| (181118)             | 2005 QM98              | 27 août 2005          | NEAT                 |
| (181119)             | 2005 QO106             | 27 août 2005          | NEAT                 |
| (181120)             | 2005 QM109             | 27 août 2005          | NEAT                 |
| (181121)             | 2005 QD110             | 27 août 2005          | NEAT                 |
| (181122)             | 2005 QV111             | 27 août 2005          | NEAT                 |
| (181123)             | 2005 QX111             | 27 août 2005          | NEAT                 |
| (181124)             | 2005 QN112             | 27 août 2005          | NEAT                 |
| (181125)             | 2005 QY114             | 27 août 2005          | NEAT                 |
| (181126)             | 2005 QN115             | 27 août 2005          | NEAT                 |
| (181127)             | 2005 QZ124             | 28 août 2005          | Spacewatch           |
| (181128)             | 2005 QA127             | 28 août 2005          | Spacewatch           |
| (181129)             | 2005 QN135             | 28 août 2005          | Spacewatch           |
| (181130)             | 2005 QM137             | 28 août 2005          | Spacewatch           |
| (181131)             | 2005 QC139             | 28 août 2005          | Spacewatch           |
| (181132)             | 2005 QW140             | 29 août 2005          | LONEOS               |
| (181133)             | 2005 QH142             | 30 août 2005          | LINEAR               |
| (181134)             | 2005 QO149             | 28 août 2005          | Siding Spring Survey |
| (181135)             | 2005 QW150             | 30 août 2005          | Spacewatch           |
| (181136) Losonczrita | 2005 QA152             | 25 août 2005          | Piszkesteto          |
| (181137)             | 2005 QX155             | 30 août 2005          | NEAT                 |
| (181138)             | 2005 QZ156             | 30 août 2005          | NEAT                 |
| (181139)             | 2005 QZ157             | 26 août 2005          | NEAT                 |
| (181140)             | 2005 QW165             | 31 août 2005          | NEAT                 |
| (181141)             | 2005 QN171             | 29 août 2005          | NEAT                 |
| (181142)             | 2005 QF174             | 31 août 2005          | Spacewatch           |
| (181143)             | 2005 QM174             | 31 août 2005          | Spacewatch           |
| (181144)             | 2005 QJ177             | 27 août 2005          | Spacewatch           |
| (181145)             | 2005 QC178             | 24 août 2005          | NEAT                 |
| (181146)             | 2005 QY178             | 31 août 2005          | Spacewatch           |
| (181147)             | 2005 RF3               | 4 septembre 2005      | Observatoire Naef    |
| (181148)             | 2005 RL3               | 3 septembre 2005      | NEAT                 |
| (181149)             | 2005 RV6               | 5 septembre 2005      | NEAT                 |
| (181150)             | 2005 RD7               | 6 septembre 2005      | LONEOS               |
| (181151)             | 2005 RG8               | 8 septembre 2005      | LINEAR               |
| (181152)             | 2005 RE15              | 1er septembre 2005    | Spacewatch           |
| (181153)             | 2005 RL22              | 10 septembre 2005     | LONEOS               |
| (181154)             | 2005 RX22              | 6 septembre 2005      | LONEOS               |
| (181155)             | 2005 RC24              | 11 septembre 2005     | Spacewatch           |
| (181156)             | 2005 RS31              | 13 septembre 2005     | LONEOS               |
| (181157)             | 2005 RE33              | 14 septembre 2005     | CSS                  |
| (181158)             | 2005 RN41              | 13 septembre 2005     | Spacewatch           |
| (181159)             | 2005 RK47              | 13 septembre 2005     | Becker, A. C.        |
| (181160)             | 2005 SZ2               | 23 septembre 2005     | CSS                  |
| (181161)             | 2005 SQ3               | 23 septembre 2005     | Spacewatch           |
| (181162)             | 2005 SK11              | 23 septembre 2005     | Spacewatch           |
| (181163)             | 2005 SP13              | 24 septembre 2005     | Spacewatch           |
| (181164)             | 2005 SQ16              | 26 septembre 2005     | Spacewatch           |
| (181165)             | 2005 SD22              | 23 septembre 2005     | Spacewatch           |
| (181166)             | 2005 SZ24              | 24 septembre 2005     | LONEOS               |
| (181167)             | 2005 SF31              | 23 septembre 2005     | LONEOS               |
| (181168)             | 2005 SL43              | 24 septembre 2005     | Spacewatch           |
| (181169)             | 2005 SB53              | 25 septembre 2005     | Spacewatch           |
| (181170)             | 2005 SS59              | 26 septembre 2005     | Spacewatch           |
| (181171)             | 2005 SL60              | 26 septembre 2005     | NEAT                 |
| (181172)             | 2005 SQ66              | 27 septembre 2005     | Spacewatch           |
| (181173)             | 2005 SY66              | 27 septembre 2005     | Spacewatch           |
| (181174)             | 2005 SV70              | 27 septembre 2005     | Healy, D.            |
| (181175)             | 2005 SY71              | 23 septembre 2005     | CSS                  |
| (181176)             | 2005 SN73              | 23 septembre 2005     | Spacewatch           |
| (181177)             | 2005 SV73              | 23 septembre 2005     | CSS                  |
| (181178)             | 2005 SL77              | 24 septembre 2005     | Spacewatch           |
| (181179)             | 2005 SV77              | 24 septembre 2005     | Spacewatch           |
| (181180)             | 2005 ST81              | 24 septembre 2005     | Spacewatch           |
| (181181)             | 2005 SZ85              | 24 septembre 2005     | Spacewatch           |
| (181182)             | 2005 SF87              | 24 septembre 2005     | Spacewatch           |
| (181183)             | 2005 SG92              | 24 septembre 2005     | Spacewatch           |
| (181184)             | 2005 SQ95              | 25 septembre 2005     | Spacewatch           |
| (181185)             | 2005 SD104             | 25 septembre 2005     | Spacewatch           |
| (181186)             | 2005 SW104             | 25 septembre 2005     | Spacewatch           |
| (181187)             | 2005 SG105             | 25 septembre 2005     | Spacewatch           |
| (181188)             | 2005 SL109             | 26 septembre 2005     | Spacewatch           |
| (181189)             | 2005 SP114             | 27 septembre 2005     | Spacewatch           |
| (181190)             | 2005 SU114             | 27 septembre 2005     | Spacewatch           |
| (181191)             | 2005 SR120             | 29 septembre 2005     | Spacewatch           |
| (181192)             | 2005 SM123             | 29 septembre 2005     | LONEOS               |
| (181193)             | 2005 ST123             | 29 septembre 2005     | Spacewatch           |
| (181194)             | 2005 SV129             | 29 septembre 2005     | Mt. Lemmon Survey    |
| (181195)             | 2005 SN132             | 29 septembre 2005     | Spacewatch           |
| (181196)             | 2005 SF137             | 24 septembre 2005     | Spacewatch           |
| (181197)             | 2005 SJ140             | 25 septembre 2005     | Spacewatch           |
| (181198)             | 2005 SW141             | 25 septembre 2005     | Spacewatch           |
| (181199)             | 2005 SP147             | 25 septembre 2005     | Spacewatch           |
| (181200)             | 2005 SO155             | 26 septembre 2005     | LINEAR               |

### 181201-181300
| Nom                 | Désignation provisoire | Date de la découverte | Découvreur        |
| ------------------- | ---------------------- | --------------------- | ----------------- |
| (181201)            | 2005 ST160             | 27 septembre 2005     | Spacewatch        |
| (181202)            | 2005 SQ162             | 27 septembre 2005     | Spacewatch        |
| (181203)            | 2005 SW166             | 28 septembre 2005     | NEAT              |
| (181204)            | 2005 SU169             | 29 septembre 2005     | Spacewatch        |
| (181205)            | 2005 SR171             | 29 septembre 2005     | Spacewatch        |
| (181206)            | 2005 SG173             | 29 septembre 2005     | Spacewatch        |
| (181207)            | 2005 SX173             | 29 septembre 2005     | LONEOS            |
| (181208)            | 2005 SA179             | 29 septembre 2005     | LONEOS            |
| (181209)            | 2005 SP184             | 29 septembre 2005     | Spacewatch        |
| (181210)            | 2005 SR184             | 29 septembre 2005     | Spacewatch        |
| (181211)            | 2005 SQ190             | 29 septembre 2005     | LONEOS            |
| (181212)            | 2005 SW190             | 29 septembre 2005     | LONEOS            |
| (181213)            | 2005 SW191             | 29 septembre 2005     | Mt. Lemmon Survey |
| (181214)            | 2005 SW197             | 30 septembre 2005     | Mt. Lemmon Survey |
| (181215)            | 2005 SM198             | 30 septembre 2005     | Mt. Lemmon Survey |
| (181216)            | 2005 SY252             | 24 septembre 2005     | NEAT              |
| (181217)            | 2005 SA255             | 22 septembre 2005     | NEAT              |
| (181218)            | 2005 SE255             | 22 septembre 2005     | NEAT              |
| (181219)            | 2005 SE259             | 24 septembre 2005     | LONEOS            |
| (181220)            | 2005 SB263             | 23 septembre 2005     | Spacewatch        |
| (181221)            | 2005 SR270             | 30 septembre 2005     | LONEOS            |
| (181222)            | 2005 TN1               | 1er octobre 2005      | LINEAR            |
| (181223)            | 2005 TY2               | 1er octobre 2005      | CSS               |
| (181224)            | 2005 TU3               | 1er octobre 2005      | LONEOS            |
| (181225)            | 2005 TP29              | 3 octobre 2005        | Spacewatch        |
| (181226)            | 2005 TD35              | 1er octobre 2005      | Spacewatch        |
| (181227)            | 2005 TK36              | 1er octobre 2005      | Mt. Lemmon Survey |
| (181228)            | 2005 TA46              | 9 octobre 2005        | Ottmarsheim       |
| (181229)            | 2005 TO49              | 2 octobre 2005        | Mt. Lemmon Survey |
| (181230)            | 2005 TU64              | 1er octobre 2005      | Spacewatch        |
| (181231)            | 2005 TA83              | 3 octobre 2005        | LINEAR            |
| (181232)            | 2005 TO96              | 6 octobre 2005        | Mt. Lemmon Survey |
| (181233)            | 2005 TB101             | 7 octobre 2005        | CSS               |
| (181234)            | 2005 TM130             | 7 octobre 2005        | Spacewatch        |
| (181235)            | 2005 TQ130             | 7 octobre 2005        | Spacewatch        |
| (181236)            | 2005 TV136             | 6 octobre 2005        | Spacewatch        |
| (181237)            | 2005 TF154             | 8 octobre 2005        | LINEAR            |
| (181238)            | 2005 TP176             | 1er octobre 2005      | Spacewatch        |
| (181239)            | 2005 TC190             | 1er octobre 2005      | Spacewatch        |
| (181240)            | 2005 UQ4               | 26 octobre 2005       | LINEAR            |
| (181241) Dipasquale | 2005 UD7               | 28 octobre 2005       | Casulli, V. S.    |
| (181242)            | 2005 UO24              | 23 octobre 2005       | Spacewatch        |
| (181243)            | 2005 UC48              | 22 octobre 2005       | NEAT              |
| (181244)            | 2005 UH48              | 22 octobre 2005       | NEAT              |
| (181245)            | 2005 UW65              | 22 octobre 2005       | LONEOS            |
| (181246)            | 2005 UX65              | 22 octobre 2005       | NEAT              |
| (181247)            | 2005 UP66              | 22 octobre 2005       | NEAT              |
| (181248)            | 2005 UL145             | 26 octobre 2005       | Spacewatch        |
| (181249) Tkachenko  | 2005 UZ158             | 30 octobre 2005       | Andrushivka       |
| (181250)            | 2005 UU177             | 24 octobre 2005       | Spacewatch        |
| (181251)            | 2005 UD252             | 25 octobre 2005       | LONEOS            |
| (181252)            | 2005 UD255             | 24 octobre 2005       | Spacewatch        |
| (181253)            | 2005 UD283             | 26 octobre 2005       | Spacewatch        |
| (181254)            | 2005 UJ288             | 26 octobre 2005       | Spacewatch        |
| (181255)            | 2005 UC317             | 27 octobre 2005       | NEAT              |
| (181256)            | 2005 UD359             | 25 octobre 2005       | Spacewatch        |
| (181257)            | 2005 UW363             | 27 octobre 2005       | Spacewatch        |
| (181258)            | 2005 VW8               | 1er novembre 2005     | Spacewatch        |
| (181259)            | 2005 VH9               | 1er novembre 2005     | Spacewatch        |
| (181260)            | 2005 VR43              | 3 novembre 2005       | Spacewatch        |
| (181261)            | 2005 VY76              | 4 novembre 2005       | CSS               |
| (181262)            | 2005 VV79              | 4 novembre 2005       | CSS               |
| (181263)            | 2005 VB99              | 10 novembre 2005      | Spacewatch        |
| (181264)            | 2005 VE113             | 10 novembre 2005      | CSS               |
| (181265)            | 2005 VC132             | 1er novembre 2005     | Becker, A. C.     |
| (181266)            | 2005 WU5               | 21 novembre 2005      | LONEOS            |
| (181267)            | 2005 WX16              | 22 novembre 2005      | Spacewatch        |
| (181268)            | 2005 WS36              | 22 novembre 2005      | Spacewatch        |
| (181269)            | 2005 WV86              | 28 novembre 2005      | CSS               |
| (181270)            | 2005 WS126             | 25 novembre 2005      | Mt. Lemmon Survey |
| (181271)            | 2005 WE163             | 29 novembre 2005      | Mt. Lemmon Survey |
| (181272)            | 2005 WR184             | 29 novembre 2005      | NEAT              |
| (181273)            | 2005 XY1               | 1er décembre 2005     | Mt. Lemmon Survey |
| (181274)            | 2005 XC8               | 5 décembre 2005       | Pla D'Arguines    |
| (181275)            | 2005 XN8               | 1er décembre 2005     | Spacewatch        |
| (181276)            | 2005 XN28              | 1er décembre 2005     | CSS               |
| (181277)            | 2005 YA2               | 21 décembre 2005      | Spacewatch        |
| (181278)            | 2005 YR53              | 22 décembre 2005      | Spacewatch        |
| (181279) Iapyx      | 2006 BF8               | 22 janvier 2006       | Merlin, J.-C.     |
| (181280)            | 2006 ES71              | 2 mars 2006           | Spacewatch        |
| (181281)            | 2006 KO82              | 25 mai 2006           | Mt. Lemmon Survey |
| (181282)            | 2006 KK97              | 25 mai 2006           | Spacewatch        |
| (181283)            | 2006 OQ2               | 19 juillet 2006       | NEAT              |
| (181284)            | 2006 OH4               | 21 juillet 2006       | Mt. Lemmon Survey |
| (181285)            | 2006 OO4               | 21 juillet 2006       | Mt. Lemmon Survey |
| (181286)            | 2006 OS4               | 21 juillet 2006       | Mt. Lemmon Survey |
| (181287)            | 2006 OF7               | 24 juillet 2006       | LINEAR            |
| (181288)            | 2006 OW14              | 20 juillet 2006       | Broughton, J.     |
| (181289)            | 2006 OF17              | 21 juillet 2006       | Mt. Lemmon Survey |
| (181290)            | 2006 OU20              | 21 juillet 2006       | Mt. Lemmon Survey |
| (181291)            | 2006 PR1               | 11 août 2006          | NEAT              |
| (181292)            | 2006 PR10              | 13 août 2006          | NEAT              |
| (181293)            | 2006 PB12              | 13 août 2006          | NEAT              |
| (181294)            | 2006 PP12              | 13 août 2006          | NEAT              |
| (181295)            | 2006 PH21              | 15 août 2006          | NEAT              |
| (181296)            | 2006 PV24              | 12 août 2006          | NEAT              |
| (181297)            | 2006 PY26              | 15 août 2006          | NEAT              |
| (181298) Ladányi    | 2006 QY                | 17 août 2006          | Sarneczky, K.     |
| (181299)            | 2006 QZ2               | 17 août 2006          | NEAT              |
| (181300)            | 2006 QR8               | 19 août 2006          | Spacewatch        |

### 181301-181400
| Nom                   | Désignation provisoire | Date de la découverte | Découvreur              |
| --------------------- | ---------------------- | --------------------- | ----------------------- |
| (181301)              | 2006 QD9               | 19 août 2006          | Spacewatch              |
| (181302)              | 2006 QS19              | 17 août 2006          | LINEAR                  |
| (181303)              | 2006 QY20              | 18 août 2006          | LONEOS                  |
| (181304)              | 2006 QO24              | 17 août 2006          | NEAT                    |
| (181305)              | 2006 QR24              | 17 août 2006          | NEAT                    |
| (181306)              | 2006 QK25              | 18 août 2006          | LINEAR                  |
| (181307)              | 2006 QX29              | 19 août 2006          | LONEOS                  |
| (181308)              | 2006 QB30              | 19 août 2006          | LONEOS                  |
| (181309)              | 2006 QV30              | 22 août 2006          | NEAT                    |
| (181310)              | 2006 QE35              | 17 août 2006          | NEAT                    |
| (181311)              | 2006 QW35              | 17 août 2006          | NEAT                    |
| (181312)              | 2006 QV39              | 24 août 2006          | Boattini, A., Tesi, L.  |
| (181313)              | 2006 QX45              | 19 août 2006          | Spacewatch              |
| (181314)              | 2006 QY46              | 20 août 2006          | Spacewatch              |
| (181315)              | 2006 QW47              | 21 août 2006          | LINEAR                  |
| (181316)              | 2006 QX48              | 21 août 2006          | Spacewatch              |
| (181317)              | 2006 QX50              | 22 août 2006          | NEAT                    |
| (181318)              | 2006 QT55              | 24 août 2006          | LINEAR                  |
| (181319)              | 2006 QU56              | 24 août 2006          | LINEAR                  |
| (181320)              | 2006 QX56              | 27 août 2006          | LONEOS                  |
| (181321)              | 2006 QR62              | 23 août 2006          | LINEAR                  |
| (181322)              | 2006 QZ67              | 21 août 2006          | Spacewatch              |
| (181323)              | 2006 QJ79              | 24 août 2006          | NEAT                    |
| (181324)              | 2006 QX80              | 24 août 2006          | NEAT                    |
| (181325)              | 2006 QW88              | 27 août 2006          | Spacewatch              |
| (181326)              | 2006 QS90              | 22 août 2006          | NEAT                    |
| (181327)              | 2006 QZ94              | 16 août 2006          | NEAT                    |
| (181328)              | 2006 QD95              | 16 août 2006          | NEAT                    |
| (181329)              | 2006 QZ97              | 22 août 2006          | NEAT                    |
| (181330)              | 2006 QX109             | 28 août 2006          | Spacewatch              |
| (181331)              | 2006 QH112             | 23 août 2006          | NEAT                    |
| (181332)              | 2006 QS112             | 23 août 2006          | NEAT                    |
| (181333)              | 2006 QX113             | 25 août 2006          | LINEAR                  |
| (181334)              | 2006 QY119             | 28 août 2006          | CSS                     |
| (181335)              | 2006 QQ122             | 29 août 2006          | CSS                     |
| (181336)              | 2006 QD125             | 16 août 2006          | NEAT                    |
| (181337)              | 2006 QW126             | 16 août 2006          | NEAT                    |
| (181338)              | 2006 QK147             | 18 août 2006          | Spacewatch              |
| (181339)              | 2006 QK159             | 19 août 2006          | Spacewatch              |
| (181340)              | 2006 QX182             | 19 août 2006          | Spacewatch              |
| (181341)              | 2006 RJ4               | 12 septembre 2006     | CSS                     |
| (181342)              | 2006 RE5               | 14 septembre 2006     | CSS                     |
| (181343)              | 2006 RS6               | 14 septembre 2006     | CSS                     |
| (181344)              | 2006 RB7               | 14 septembre 2006     | Spacewatch              |
| (181345)              | 2006 RC7               | 14 septembre 2006     | Spacewatch              |
| (181346)              | 2006 RV18              | 14 septembre 2006     | NEAT                    |
| (181347)              | 2006 RU22              | 15 septembre 2006     | Tucker, R. A.           |
| (181348)              | 2006 RM30              | 15 septembre 2006     | Spacewatch              |
| (181349)              | 2006 RO31              | 15 septembre 2006     | Spacewatch              |
| (181350)              | 2006 RZ32              | 15 septembre 2006     | Spacewatch              |
| (181351)              | 2006 RF35              | 14 septembre 2006     | NEAT                    |
| (181352)              | 2006 RY37              | 12 septembre 2006     | CSS                     |
| (181353)              | 2006 RJ38              | 13 septembre 2006     | NEAT                    |
| (181354)              | 2006 RP39              | 12 septembre 2006     | CSS                     |
| (181355)              | 2006 RY42              | 14 septembre 2006     | Spacewatch              |
| (181356)              | 2006 RP46              | 14 septembre 2006     | Spacewatch              |
| (181357)              | 2006 RB50              | 14 septembre 2006     | Spacewatch              |
| (181358)              | 2006 RK52              | 14 septembre 2006     | Spacewatch              |
| (181359)              | 2006 RH55              | 14 septembre 2006     | Spacewatch              |
| (181360)              | 2006 RF76              | 15 septembre 2006     | Spacewatch              |
| (181361)              | 2006 RE87              | 15 septembre 2006     | Spacewatch              |
| (181362)              | 2006 RA89              | 15 septembre 2006     | Spacewatch              |
| (181363)              | 2006 RS93              | 15 septembre 2006     | Spacewatch              |
| (181364)              | 2006 RJ95              | 15 septembre 2006     | Spacewatch              |
| (181365)              | 2006 RF99              | 15 septembre 2006     | Spacewatch              |
| (181366)              | 2006 RW99              | 14 septembre 2006     | CSS                     |
| (181367)              | 2006 RF101             | 14 septembre 2006     | NEAT                    |
| (181368)              | 2006 SS3               | 16 septembre 2006     | LINEAR                  |
| (181369)              | 2006 SX3               | 16 septembre 2006     | CSS                     |
| (181370)              | 2006 SZ3               | 16 septembre 2006     | CSS                     |
| (181371)              | 2006 SD4               | 16 septembre 2006     | CSS                     |
| (181372)              | 2006 SQ4               | 16 septembre 2006     | CSS                     |
| (181373)              | 2006 SO5               | 16 septembre 2006     | NEAT                    |
| (181374)              | 2006 SL8               | 16 septembre 2006     | LONEOS                  |
| (181375)              | 2006 SM8               | 16 septembre 2006     | LONEOS                  |
| (181376)              | 2006 SJ12              | 16 septembre 2006     | LONEOS                  |
| (181377)              | 2006 SU13              | 17 septembre 2006     | LINEAR                  |
| (181378)              | 2006 SA15              | 17 septembre 2006     | CSS                     |
| (181379)              | 2006 SV18              | 17 septembre 2006     | Spacewatch              |
| (181380)              | 2006 SF36              | 17 septembre 2006     | LONEOS                  |
| (181381)              | 2006 SD37              | 17 septembre 2006     | Spacewatch              |
| (181382)              | 2006 SF37              | 17 septembre 2006     | Spacewatch              |
| (181383)              | 2006 SN43              | 16 septembre 2006     | LONEOS                  |
| (181384)              | 2006 SZ46              | 19 septembre 2006     | CSS                     |
| (181385)              | 2006 SU47              | 19 septembre 2006     | CSS                     |
| (181386)              | 2006 SD49              | 18 septembre 2006     | Spacewatch              |
| (181387)              | 2006 SS51              | 17 septembre 2006     | LONEOS                  |
| (181388)              | 2006 ST60              | 18 septembre 2006     | CSS                     |
| (181389)              | 2006 SW60              | 18 septembre 2006     | CSS                     |
| (181390)              | 2006 SX71              | 19 septembre 2006     | Spacewatch              |
| (181391)              | 2006 SM75              | 19 septembre 2006     | Spacewatch              |
| (181392) Katonajózsef | 2006 SY77              | 23 septembre 2006     | Sarneczky, K., Kuli, Z. |
| (181393)              | 2006 SK90              | 18 septembre 2006     | Spacewatch              |
| (181394)              | 2006 SX90              | 18 septembre 2006     | Spacewatch              |
| (181395)              | 2006 SY92              | 18 septembre 2006     | Spacewatch              |
| (181396)              | 2006 SW95              | 18 septembre 2006     | Spacewatch              |
| (181397)              | 2006 SF99              | 18 septembre 2006     | Spacewatch              |
| (181398)              | 2006 SC108             | 19 septembre 2006     | LONEOS                  |
| (181399)              | 2006 SD111             | 21 septembre 2006     | LONEOS                  |
| (181400)              | 2006 SV115             | 24 septembre 2006     | LONEOS                  |

### 181401-181500
| Nom                 | Désignation provisoire | Date de la découverte | Découvreur        |
| ------------------- | ---------------------- | --------------------- | ----------------- |
| (181401)            | 2006 SF117             | 24 septembre 2006     | Spacewatch        |
| (181402)            | 2006 SR118             | 24 septembre 2006     | Healy, D.         |
| (181403)            | 2006 SW121             | 19 septembre 2006     | CSS               |
| (181404)            | 2006 SD124             | 19 septembre 2006     | CSS               |
| (181405)            | 2006 SK126             | 21 septembre 2006     | LONEOS            |
| (181406)            | 2006 SO132             | 16 septembre 2006     | CSS               |
| (181407)            | 2006 SQ133             | 17 septembre 2006     | CSS               |
| (181408)            | 2006 SK138             | 20 septembre 2006     | LONEOS            |
| (181409)            | 2006 SD141             | 25 septembre 2006     | LONEOS            |
| (181410)            | 2006 SE162             | 24 septembre 2006     | LONEOS            |
| (181411)            | 2006 SY170             | 25 septembre 2006     | Spacewatch        |
| (181412)            | 2006 SO173             | 25 septembre 2006     | LINEAR            |
| (181413)            | 2006 SY179             | 25 septembre 2006     | Spacewatch        |
| (181414)            | 2006 SX186             | 25 septembre 2006     | Mt. Lemmon Survey |
| (181415)            | 2006 SA193             | 26 septembre 2006     | Mt. Lemmon Survey |
| (181416)            | 2006 SL210             | 26 septembre 2006     | Mt. Lemmon Survey |
| (181417)            | 2006 SO214             | 27 septembre 2006     | Mt. Lemmon Survey |
| (181418)            | 2006 SJ216             | 27 septembre 2006     | Spacewatch        |
| (181419) Dragonera  | 2006 SN218             | 28 septembre 2006     | OAM               |
| (181420)            | 2006 SK258             | 26 septembre 2006     | Spacewatch        |
| (181421)            | 2006 SM262             | 26 septembre 2006     | Mt. Lemmon Survey |
| (181422)            | 2006 SQ272             | 27 septembre 2006     | Spacewatch        |
| (181423)            | 2006 SF274             | 27 septembre 2006     | Spacewatch        |
| (181424)            | 2006 SM276             | 28 septembre 2006     | LINEAR            |
| (181425)            | 2006 SF279             | 28 septembre 2006     | Tucker, R. A.     |
| (181426)            | 2006 SP281             | 17 septembre 2006     | CSS               |
| (181427)            | 2006 SW281             | 19 septembre 2006     | CSS               |
| (181428)            | 2006 SG289             | 26 septembre 2006     | CSS               |
| (181429)            | 2006 SO315             | 27 septembre 2006     | Spacewatch        |
| (181430)            | 2006 SV320             | 27 septembre 2006     | Spacewatch        |
| (181431)            | 2006 SA321             | 27 septembre 2006     | Spacewatch        |
| (181432)            | 2006 SX327             | 27 septembre 2006     | Spacewatch        |
| (181433)            | 2006 SZ335             | 28 septembre 2006     | Spacewatch        |
| (181434)            | 2006 SC344             | 28 septembre 2006     | Spacewatch        |
| (181435)            | 2006 SD347             | 28 septembre 2006     | Spacewatch        |
| (181436)            | 2006 SM348             | 28 septembre 2006     | Spacewatch        |
| (181437)            | 2006 SB349             | 28 septembre 2006     | Spacewatch        |
| (181438)            | 2006 SY350             | 30 septembre 2006     | CSS               |
| (181439)            | 2006 SW359             | 30 septembre 2006     | CSS               |
| (181440)            | 2006 SN380             | 27 septembre 2006     | Becker, A. C.     |
| (181441)            | 2006 SV381             | 28 septembre 2006     | Becker, A. C.     |
| (181442)            | 2006 SX391             | 19 septembre 2006     | CSS               |
| (181443)            | 2006 SJ393             | 28 septembre 2006     | Mt. Lemmon Survey |
| (181444)            | 2006 TB14              | 10 octobre 2006       | NEAT              |
| (181445)            | 2006 TT15              | 11 octobre 2006       | Spacewatch        |
| (181446)            | 2006 TY18              | 11 octobre 2006       | Spacewatch        |
| (181447)            | 2006 TD19              | 11 octobre 2006       | Spacewatch        |
| (181448)            | 2006 TQ19              | 11 octobre 2006       | Spacewatch        |
| (181449)            | 2006 TC20              | 11 octobre 2006       | Spacewatch        |
| (181450)            | 2006 TF21              | 11 octobre 2006       | Spacewatch        |
| (181451)            | 2006 TD23              | 11 octobre 2006       | Spacewatch        |
| (181452)            | 2006 TJ23              | 11 octobre 2006       | Spacewatch        |
| (181453)            | 2006 TY25              | 12 octobre 2006       | Spacewatch        |
| (181454)            | 2006 TK35              | 12 octobre 2006       | Spacewatch        |
| (181455)            | 2006 TL35              | 12 octobre 2006       | Spacewatch        |
| (181456)            | 2006 TG36              | 12 octobre 2006       | Spacewatch        |
| (181457)            | 2006 TD42              | 12 octobre 2006       | Spacewatch        |
| (181458)            | 2006 TH44              | 12 octobre 2006       | Spacewatch        |
| (181459)            | 2006 TM44              | 12 octobre 2006       | Spacewatch        |
| (181460)            | 2006 TF49              | 12 octobre 2006       | NEAT              |
| (181461)            | 2006 TZ49              | 12 octobre 2006       | NEAT              |
| (181462)            | 2006 TW50              | 12 octobre 2006       | Spacewatch        |
| (181463)            | 2006 TY51              | 12 octobre 2006       | Spacewatch        |
| (181464)            | 2006 TL54              | 12 octobre 2006       | NEAT              |
| (181465)            | 2006 TX54              | 12 octobre 2006       | NEAT              |
| (181466)            | 2006 TU55              | 12 octobre 2006       | NEAT              |
| (181467)            | 2006 TY55              | 12 octobre 2006       | NEAT              |
| (181468)            | 2006 TN56              | 13 octobre 2006       | Spacewatch        |
| (181469)            | 2006 TK63              | 10 octobre 2006       | NEAT              |
| (181470)            | 2006 TY63              | 10 octobre 2006       | NEAT              |
| (181471)            | 2006 TT67              | 11 octobre 2006       | NEAT              |
| (181472)            | 2006 TQ71              | 11 octobre 2006       | NEAT              |
| (181473)            | 2006 TW71              | 11 octobre 2006       | NEAT              |
| (181474)            | 2006 TR75              | 11 octobre 2006       | NEAT              |
| (181475)            | 2006 TL80              | 13 octobre 2006       | Spacewatch        |
| (181476)            | 2006 TK84              | 13 octobre 2006       | Spacewatch        |
| (181477)            | 2006 TN87              | 13 octobre 2006       | Spacewatch        |
| (181478)            | 2006 TR88              | 13 octobre 2006       | Spacewatch        |
| (181479)            | 2006 TL90              | 13 octobre 2006       | Spacewatch        |
| (181480)            | 2006 TF92              | 13 octobre 2006       | Spacewatch        |
| (181481)            | 2006 TR92              | 15 octobre 2006       | Spacewatch        |
| (181482)            | 2006 TO93              | 15 octobre 2006       | Spacewatch        |
| (181483) Ampleforth | 2006 TA95              | 15 octobre 2006       | Dawson, M.        |
| (181484)            | 2006 TH96              | 12 octobre 2006       | NEAT              |
| (181485)            | 2006 TT99              | 15 octobre 2006       | Spacewatch        |
| (181486)            | 2006 TT101             | 15 octobre 2006       | Spacewatch        |
| (181487)            | 2006 TA104             | 15 octobre 2006       | Spacewatch        |
| (181488)            | 2006 TM104             | 15 octobre 2006       | Spacewatch        |
| (181489)            | 2006 TV109             | 11 octobre 2006       | NEAT              |
| (181490)            | 2006 TK110             | 13 octobre 2006       | Spacewatch        |
| (181491)            | 2006 TR111             | 1er octobre 2006      | Becker, A. C.     |
| (181492)            | 2006 UU1               | 16 octobre 2006       | Young, J. W.      |
| (181493)            | 2006 UJ3               | 16 octobre 2006       | Spacewatch        |
| (181494) Forestale  | 2006 UJ4               | 16 octobre 2006       | San Marcello      |
| (181495)            | 2006 UZ5               | 16 octobre 2006       | Spacewatch        |
| (181496)            | 2006 UM7               | 16 octobre 2006       | CSS               |
| (181497)            | 2006 UX8               | 16 octobre 2006       | CSS               |
| (181498)            | 2006 UK11              | 17 octobre 2006       | Mt. Lemmon Survey |
| (181499)            | 2006 UY11              | 17 octobre 2006       | Mt. Lemmon Survey |
| (181500)            | 2006 UJ14              | 17 octobre 2006       | Mt. Lemmon Survey |

### 181501-181600
| Nom                    | Désignation provisoire | Date de la découverte | Découvreur            |
| ---------------------- | ---------------------- | --------------------- | --------------------- |
| (181501)               | 2006 UY24              | 16 octobre 2006       | Spacewatch            |
| (181502)               | 2006 UY27              | 16 octobre 2006       | Spacewatch            |
| (181503)               | 2006 UC37              | 16 octobre 2006       | Spacewatch            |
| (181504)               | 2006 UL39              | 16 octobre 2006       | Spacewatch            |
| (181505)               | 2006 UR40              | 16 octobre 2006       | Spacewatch            |
| (181506)               | 2006 UO41              | 16 octobre 2006       | Spacewatch            |
| (181507)               | 2006 UT41              | 16 octobre 2006       | Spacewatch            |
| (181508)               | 2006 UC45              | 16 octobre 2006       | Spacewatch            |
| (181509)               | 2006 UJ52              | 17 octobre 2006       | Mt. Lemmon Survey     |
| (181510)               | 2006 UA63              | 21 octobre 2006       | Mt. Lemmon Survey     |
| (181511)               | 2006 UY67              | 16 octobre 2006       | CSS                   |
| (181512)               | 2006 UT70              | 16 octobre 2006       | CSS                   |
| (181513)               | 2006 UC71              | 16 octobre 2006       | CSS                   |
| (181514)               | 2006 UY76              | 17 octobre 2006       | Spacewatch            |
| (181515)               | 2006 UE77              | 17 octobre 2006       | Spacewatch            |
| (181516)               | 2006 UW78              | 17 octobre 2006       | Spacewatch            |
| (181517)               | 2006 UP79              | 17 octobre 2006       | Spacewatch            |
| (181518) Ursulakleguin | 2006 UL86              | 17 octobre 2006       | Mt. Lemmon Survey     |
| (181519)               | 2006 UR87              | 17 octobre 2006       | Mt. Lemmon Survey     |
| (181520)               | 2006 UY99              | 18 octobre 2006       | Spacewatch            |
| (181521)               | 2006 US101             | 18 octobre 2006       | Spacewatch            |
| (181522)               | 2006 UW102             | 18 octobre 2006       | Spacewatch            |
| (181523)               | 2006 UW103             | 18 octobre 2006       | Spacewatch            |
| (181524)               | 2006 UQ106             | 18 octobre 2006       | Spacewatch            |
| (181525)               | 2006 UP117             | 19 octobre 2006       | Spacewatch            |
| (181526)               | 2006 UQ118             | 19 octobre 2006       | Spacewatch            |
| (181527)               | 2006 UG131             | 19 octobre 2006       | Spacewatch            |
| (181528)               | 2006 UD133             | 19 octobre 2006       | Spacewatch            |
| (181529)               | 2006 UM134             | 19 octobre 2006       | Spacewatch            |
| (181530)               | 2006 UD137             | 19 octobre 2006       | Mt. Lemmon Survey     |
| (181531)               | 2006 UE137             | 19 octobre 2006       | CSS                   |
| (181532)               | 2006 UK141             | 19 octobre 2006       | Mt. Lemmon Survey     |
| (181533)               | 2006 UJ144             | 19 octobre 2006       | Spacewatch            |
| (181534)               | 2006 UC152             | 20 octobre 2006       | Spacewatch            |
| (181535)               | 2006 UA170             | 21 octobre 2006       | Mt. Lemmon Survey     |
| (181536)               | 2006 UE174             | 19 octobre 2006       | Mt. Lemmon Survey     |
| (181537)               | 2006 UE175             | 16 octobre 2006       | CSS                   |
| (181538)               | 2006 UL176             | 16 octobre 2006       | CSS                   |
| (181539)               | 2006 UX177             | 16 octobre 2006       | CSS                   |
| (181540)               | 2006 UA181             | 16 octobre 2006       | CSS                   |
| (181541)               | 2006 UK188             | 19 octobre 2006       | CSS                   |
| (181542)               | 2006 UM189             | 19 octobre 2006       | CSS                   |
| (181543)               | 2006 UZ189             | 19 octobre 2006       | CSS                   |
| (181544)               | 2006 UH191             | 19 octobre 2006       | CSS                   |
| (181545)               | 2006 UX198             | 20 octobre 2006       | Spacewatch            |
| (181546)               | 2006 US204             | 22 octobre 2006       | NEAT                  |
| (181547)               | 2006 UT217             | 31 octobre 2006       | Yeung, W. K. Y.       |
| (181548)               | 2006 UG220             | 16 octobre 2006       | Spacewatch            |
| (181549)               | 2006 US238             | 23 octobre 2006       | Spacewatch            |
| (181550)               | 2006 UF251             | 27 octobre 2006       | Mt. Lemmon Survey     |
| (181551)               | 2006 UC254             | 27 octobre 2006       | Mt. Lemmon Survey     |
| (181552)               | 2006 UK266             | 27 octobre 2006       | Spacewatch            |
| (181553)               | 2006 UB270             | 27 octobre 2006       | Mt. Lemmon Survey     |
| (181554)               | 2006 UH273             | 27 octobre 2006       | Spacewatch            |
| (181555)               | 2006 US273             | 27 octobre 2006       | Spacewatch            |
| (181556)               | 2006 UR275             | 28 octobre 2006       | Spacewatch            |
| (181557)               | 2006 UJ282             | 28 octobre 2006       | Mt. Lemmon Survey     |
| (181558)               | 2006 UT282             | 28 octobre 2006       | Spacewatch            |
| (181559)               | 2006 US284             | 28 octobre 2006       | Spacewatch            |
| (181560)               | 2006 UY284             | 28 octobre 2006       | Mt. Lemmon Survey     |
| (181561)               | 2006 UX286             | 28 octobre 2006       | Spacewatch            |
| (181562) Paulrosendall | 2006 UT325             | 20 octobre 2006       | Buie, M. W.           |
| (181563)               | 2006 UQ329             | 27 octobre 2006       | CSS                   |
| (181564)               | 2006 UJ331             | 17 octobre 2006       | CSS                   |
| (181565)               | 2006 VQ5               | 10 novembre 2006      | Spacewatch            |
| (181566)               | 2006 VT8               | 11 novembre 2006      | Spacewatch            |
| (181567)               | 2006 VA9               | 11 novembre 2006      | CSS                   |
| (181568)               | 2006 VP20              | 9 novembre 2006       | Spacewatch            |
| (181569) Leetyphoon    | 2006 VD21              | 9 novembre 2006       | Lin, H.-C., Ye, Q.-z. |
| (181570)               | 2006 VZ21              | 10 novembre 2006      | Spacewatch            |
| (181571)               | 2006 VT23              | 10 novembre 2006      | Spacewatch            |
| (181572)               | 2006 VF27              | 10 novembre 2006      | Spacewatch            |
| (181573)               | 2006 VN45              | 11 novembre 2006      | CSS                   |
| (181574)               | 2006 VL50              | 10 novembre 2006      | Spacewatch            |
| (181575)               | 2006 VX56              | 11 novembre 2006      | Spacewatch            |
| (181576)               | 2006 VC57              | 11 novembre 2006      | Spacewatch            |
| (181577)               | 2006 VV64              | 11 novembre 2006      | Spacewatch            |
| (181578)               | 2006 VS72              | 11 novembre 2006      | Mt. Lemmon Survey     |
| (181579)               | 2006 VL73              | 11 novembre 2006      | Mt. Lemmon Survey     |
| (181580)               | 2006 VP77              | 12 novembre 2006      | Mt. Lemmon Survey     |
| (181581)               | 2006 VR87              | 14 novembre 2006      | CSS                   |
| (181582)               | 2006 VS101             | 12 novembre 2006      | CSS                   |
| (181583)               | 2006 VH108             | 13 novembre 2006      | NEAT                  |
| (181584)               | 2006 VT113             | 13 novembre 2006      | Mt. Lemmon Survey     |
| (181585)               | 2006 VZ124             | 14 novembre 2006      | Spacewatch            |
| (181586)               | 2006 VU128             | 15 novembre 2006      | Spacewatch            |
| (181587)               | 2006 VR134             | 15 novembre 2006      | CSS                   |
| (181588)               | 2006 VW136             | 15 novembre 2006      | Spacewatch            |
| (181589)               | 2006 VL138             | 15 novembre 2006      | LINEAR                |
| (181590)               | 2006 VU138             | 15 novembre 2006      | Spacewatch            |
| (181591)               | 2006 VS145             | 15 novembre 2006      | CSS                   |
| (181592)               | 2006 VW146             | 15 novembre 2006      | Mt. Lemmon Survey     |
| (181593)               | 2006 VZ149             | 9 novembre 2006       | NEAT                  |
| (181594)               | 2006 VE154             | 8 novembre 2006       | NEAT                  |
| (181595)               | 2006 VE168             | 15 novembre 2006      | Mt. Lemmon Survey     |
| (181596)               | 2006 WJ2               | 18 novembre 2006      | Ferrando, R.          |
| (181597)               | 2006 WU5               | 16 novembre 2006      | Spacewatch            |
| (181598)               | 2006 WQ21              | 17 novembre 2006      | Mt. Lemmon Survey     |
| (181599)               | 2006 WC25              | 17 novembre 2006      | Mt. Lemmon Survey     |
| (181600)               | 2006 WN34              | 16 novembre 2006      | Spacewatch            |

### 181601-181700
| Nom                 | Désignation provisoire | Date de la découverte | Découvreur                                                |
| ------------------- | ---------------------- | --------------------- | --------------------------------------------------------- |
| (181601)            | 2006 WA39              | 16 novembre 2006      | Spacewatch                                                |
| (181602)            | 2006 WO39              | 16 novembre 2006      | Spacewatch                                                |
| (181603)            | 2006 WL42              | 16 novembre 2006      | Spacewatch                                                |
| (181604)            | 2006 WE44              | 16 novembre 2006      | Mt. Lemmon Survey                                         |
| (181605)            | 2006 WY48              | 16 novembre 2006      | Mt. Lemmon Survey                                         |
| (181606)            | 2006 WY51              | 16 novembre 2006      | Spacewatch                                                |
| (181607)            | 2006 WG60              | 17 novembre 2006      | LINEAR                                                    |
| (181608)            | 2006 WT93              | 19 novembre 2006      | Spacewatch                                                |
| (181609)            | 2006 WB98              | 19 novembre 2006      | Spacewatch                                                |
| (181610)            | 2006 WW100             | 19 novembre 2006      | LINEAR                                                    |
| (181611)            | 2006 WJ103             | 19 novembre 2006      | Spacewatch                                                |
| (181612)            | 2006 WM105             | 19 novembre 2006      | Spacewatch                                                |
| (181613)            | 2006 WC106             | 19 novembre 2006      | Spacewatch                                                |
| (181614)            | 2006 WL109             | 19 novembre 2006      | Spacewatch                                                |
| (181615)            | 2006 WN113             | 20 novembre 2006      | Spacewatch                                                |
| (181616)            | 2006 WX129             | 25 novembre 2006      | Tucker, R. A.                                             |
| (181617)            | 2006 WL141             | 20 novembre 2006      | Spacewatch                                                |
| (181618)            | 2006 WX149             | 20 novembre 2006      | Spacewatch                                                |
| (181619)            | 2006 WZ160             | 23 novembre 2006      | Spacewatch                                                |
| (181620)            | 2006 WA167             | 23 novembre 2006      | Spacewatch                                                |
| (181621)            | 2006 WC173             | 23 novembre 2006      | Spacewatch                                                |
| (181622)            | 2006 WX185             | 17 novembre 2006      | NEAT                                                      |
| (181623)            | 2006 WO190             | 25 novembre 2006      | Mt. Lemmon Survey                                         |
| (181624)            | 2006 WO191             | 27 novembre 2006      | CSS                                                       |
| (181625)            | 2006 WD193             | 27 novembre 2006      | Spacewatch                                                |
| (181626)            | 2006 XY5               | 8 décembre 2006       | NEAT                                                      |
| (181627) Philgeluck | 2006 XZ5               | 8 décembre 2006       | Merlin, J.-C.                                             |
| (181628)            | 2006 XJ7               | 9 décembre 2006       | Spacewatch                                                |
| (181629)            | 2006 XK8               | 9 décembre 2006       | Spacewatch                                                |
| (181630)            | 2006 XA10              | 9 décembre 2006       | Spacewatch                                                |
| (181631)            | 2006 XJ11              | 10 décembre 2006      | Spacewatch                                                |
| (181632)            | 2006 XP13              | 10 décembre 2006      | Spacewatch                                                |
| (181633)            | 2006 XZ17              | 10 décembre 2006      | Spacewatch                                                |
| (181634)            | 2006 XW20              | 11 décembre 2006      | CSS                                                       |
| (181635)            | 2006 XK22              | 12 décembre 2006      | Spacewatch                                                |
| (181636)            | 2006 XT25              | 12 décembre 2006      | Mt. Lemmon Survey                                         |
| (181637)            | 2006 XC26              | 12 décembre 2006      | CSS                                                       |
| (181638)            | 2006 XK33              | 11 décembre 2006      | Spacewatch                                                |
| (181639)            | 2006 XR43              | 12 décembre 2006      | Spacewatch                                                |
| (181640)            | 2006 XJ47              | 13 décembre 2006      | LINEAR                                                    |
| (181641)            | 2006 XW48              | 13 décembre 2006      | Spacewatch                                                |
| (181642)            | 2006 XU65              | 12 décembre 2006      | NEAT                                                      |
| (181643)            | 2006 YB5               | 17 décembre 2006      | Mt. Lemmon Survey                                         |
| (181644)            | 2006 YV7               | 20 décembre 2006      | NEAT                                                      |
| (181645)            | 2006 YZ46              | 22 décembre 2006      | LINEAR                                                    |
| (181646)            | 2007 AM16              | 10 janvier 2007       | Spacewatch                                                |
| (181647)            | 2007 CT25              | 9 février 2007        | Spacewatch                                                |
| (181648)            | 2007 EE1               | 6 mars 2007           | NEAT                                                      |
| (181649)            | 2007 TO333             | 11 octobre 2007       | Spacewatch                                                |
| (181650)            | 2007 UF33              | 16 octobre 2007       | CSS                                                       |
| (181651)            | 2007 UT59              | 30 octobre 2007       | Mt. Lemmon Survey                                         |
| (181652)            | 2007 VO11              | 2 novembre 2007       | CSS                                                       |
| (181653)            | 2007 VM99              | 2 novembre 2007       | Spacewatch                                                |
| (181654)            | 2007 VD166             | 5 novembre 2007       | Spacewatch                                                |
| (181655)            | 2007 VZ189             | 14 novembre 2007      | Lowe, A.                                                  |
| (181656)            | 2007 VM231             | 7 novembre 2007       | Spacewatch                                                |
| (181657)            | 2007 VB263             | 13 novembre 2007      | Spacewatch                                                |
| (181658)            | 2007 VZ268             | 12 novembre 2007      | LINEAR                                                    |
| (181659)            | 2007 XW1               | 3 décembre 2007       | CSS                                                       |
| (181660)            | 2007 YK45              | 30 décembre 2007      | Mt. Lemmon Survey                                         |
| (181661) Alessandro | 2007 YO47              | 29 décembre 2007      | Suno                                                      |
| (181662)            | 2007 YW55              | 31 décembre 2007      | CSS                                                       |
| (181663)            | 2008 AW2               | 7 janvier 2008        | LUSS                                                      |
| (181664)            | 2008 AW16              | 10 janvier 2008       | Spacewatch                                                |
| (181665)            | 2008 AG32              | 12 janvier 2008       | Mt. Lemmon Survey                                         |
| (181666)            | 2008 AA33              | 13 janvier 2008       | LINEAR                                                    |
| (181667)            | 2008 AU38              | 10 janvier 2008       | CSS                                                       |
| (181668)            | 2008 AX44              | 10 janvier 2008       | Spacewatch                                                |
| (181669)            | 2008 AE62              | 11 janvier 2008       | Spacewatch                                                |
| (181670) Kengyun    | 2008 BO15              | 28 janvier 2008       | LUSS                                                      |
| (181671)            | 2008 BO22              | 31 janvier 2008       | Mt. Lemmon Survey                                         |
| (181672)            | 2008 BV23              | 31 janvier 2008       | Mt. Lemmon Survey                                         |
| (181673)            | 2008 BM32              | 30 janvier 2008       | CSS                                                       |
| (181674)            | 2008 CF52              | 7 février 2008        | Spacewatch                                                |
| (181675)            | 2008 CC70              | 9 février 2008        | Lowe, A.                                                  |
| (181676)            | 2213 P-L               | 22 octobre 1960       | van Houten, C. J., van Houten-Groeneveld, I., Gehrels, T. |
| (181677)            | 2617 P-L               | 24 septembre 1960     | van Houten, C. J., van Houten-Groeneveld, I., Gehrels, T. |
| (181678)            | 2667 P-L               | 24 septembre 1960     | van Houten, C. J., van Houten-Groeneveld, I., Gehrels, T. |
| (181679)            | 2724 P-L               | 24 septembre 1960     | van Houten, C. J., van Houten-Groeneveld, I., Gehrels, T. |
| (181680)            | 4290 P-L               | 24 septembre 1960     | van Houten, C. J., van Houten-Groeneveld, I., Gehrels, T. |
| (181681)            | 4746 P-L               | 24 septembre 1960     | van Houten, C. J., van Houten-Groeneveld, I., Gehrels, T. |
| (181682)            | 4786 P-L               | 24 septembre 1960     | van Houten, C. J., van Houten-Groeneveld, I., Gehrels, T. |
| (181683)            | 4803 P-L               | 24 septembre 1960     | van Houten, C. J., van Houten-Groeneveld, I., Gehrels, T. |
| (181684)            | 6330 P-L               | 24 septembre 1960     | van Houten, C. J., van Houten-Groeneveld, I., Gehrels, T. |
| (181685)            | 6645 P-L               | 27 septembre 1960     | van Houten, C. J., van Houten-Groeneveld, I., Gehrels, T. |
| (181686)            | 6712 P-L               | 26 septembre 1960     | van Houten, C. J., van Houten-Groeneveld, I., Gehrels, T. |
| (181687)            | 9568 P-L               | 22 octobre 1960       | van Houten, C. J., van Houten-Groeneveld, I., Gehrels, T. |
| (181688)            | 2331 T-2               | 30 septembre 1973     | van Houten, C. J., van Houten-Groeneveld, I., Gehrels, T. |
| (181689)            | 3093 T-2               | 30 septembre 1973     | van Houten, C. J., van Houten-Groeneveld, I., Gehrels, T. |
| (181690)            | 3174 T-2               | 30 septembre 1973     | van Houten, C. J., van Houten-Groeneveld, I., Gehrels, T. |
| (181691)            | 4089 T-2               | 29 septembre 1973     | van Houten, C. J., van Houten-Groeneveld, I., Gehrels, T. |
| (181692)            | 4621 T-2               | 30 septembre 1973     | van Houten, C. J., van Houten-Groeneveld, I., Gehrels, T. |
| (181693)            | 5096 T-2               | 25 septembre 1973     | van Houten, C. J., van Houten-Groeneveld, I., Gehrels, T. |
| (181694)            | 1049 T-3               | 17 octobre 1977       | van Houten, C. J., van Houten-Groeneveld, I., Gehrels, T. |
| (181695)            | 3007 T-3               | 16 octobre 1977       | van Houten, C. J., van Houten-Groeneveld, I., Gehrels, T. |
| (181696)            | 3113 T-3               | 16 octobre 1977       | van Houten, C. J., van Houten-Groeneveld, I., Gehrels, T. |
| (181697)            | 5185 T-3               | 16 octobre 1977       | van Houten, C. J., van Houten-Groeneveld, I., Gehrels, T. |
| (181698)            | 5684 T-3               | 16 octobre 1977       | van Houten, C. J., van Houten-Groeneveld, I., Gehrels, T. |
| (181699)            | 5701 T-3               | 16 octobre 1977       | van Houten, C. J., van Houten-Groeneveld, I., Gehrels, T. |
| (181700)            | 1981 EG2               | 2 mars 1981           | Bus, S. J.                                                |

### 181701-181800
| Nom                  | Désignation provisoire | Date de la découverte | Découvreur                           |
| -------------------- | ---------------------- | --------------------- | ------------------------------------ |
| (181701)             | 1981 EP34              | 2 mars 1981           | Bus, S. J.                           |
| (181702) Forcalquier | 1988 RC9               | 15 septembre 1988     | Elst, E. W.                          |
| (181703)             | 1988 TS                | 13 octobre 1988       | Ueda, S., Kaneda, H.                 |
| (181704)             | 1989 NA                | 2 juillet 1989        | Helin, E. F.                         |
| (181705)             | 1989 RY                | 3 septembre 1989      | Elst, E. W.                          |
| (181706)             | 1991 UY3               | 31 octobre 1991       | Ueda, S., Kaneda, H.                 |
| (181707)             | 1992 EN6               | 1er mars 1992         | UESAC                                |
| (181708) 1993 FW     | 1993 FW                | 28 mars 1993          | Jewitt, D. C., Luu, J. X.            |
| (181709)             | 1993 FD32              | 19 mars 1993          | UESAC                                |
| (181710)             | 1993 SO8               | 17 septembre 1993     | Elst, E. W.                          |
| (181711)             | 1993 SC9               | 22 septembre 1993     | Debehogne, H., Elst, E. W.           |
| (181712)             | 1993 TQ16              | 9 octobre 1993        | Elst, E. W.                          |
| (181713)             | 1993 TL27              | 9 octobre 1993        | Elst, E. W.                          |
| (181714)             | 1993 TM27              | 9 octobre 1993        | Elst, E. W.                          |
| (181715)             | 1993 TO34              | 9 octobre 1993        | Elst, E. W.                          |
| (181716)             | 1994 BG2               | 18 janvier 1994       | Spacewatch                           |
| (181717)             | 1994 GD6               | 6 avril 1994          | Spacewatch                           |
| (181718)             | 1994 ST8               | 28 septembre 1994     | Spacewatch                           |
| (181719)             | 1994 UX3               | 26 octobre 1994       | Spacewatch                           |
| (181720)             | 1994 YX3               | 31 décembre 1994      | Spacewatch                           |
| (181721)             | 1995 BT10              | 29 janvier 1995       | Spacewatch                           |
| (181722)             | 1995 CU                | 1er février 1995      | Boattini, A., Tesi, L.               |
| (181723)             | 1995 DY6               | 24 février 1995       | Spacewatch                           |
| (181724)             | 1995 FX11              | 27 mars 1995          | Spacewatch                           |
| (181725)             | 1995 FO20              | 31 mars 1995          | Spacewatch                           |
| (181726)             | 1995 MY6               | 29 juin 1995          | Spacewatch                           |
| (181727)             | 1995 QB14              | 25 août 1995          | Spacewatch                           |
| (181728)             | 1995 ST10              | 17 septembre 1995     | Spacewatch                           |
| (181729)             | 1995 SP16              | 18 septembre 1995     | Spacewatch                           |
| (181730)             | 1995 SN49              | 22 septembre 1995     | Spacewatch                           |
| (181731)             | 1995 SD60              | 24 septembre 1995     | Spacewatch                           |
| (181732)             | 1995 SM67              | 18 septembre 1995     | Spacewatch                           |
| (181733)             | 1995 TL4               | 15 octobre 1995       | Spacewatch                           |
| (181734)             | 1995 UQ6               | 23 octobre 1995       | Tesi, L., Boattini, A.               |
| (181735)             | 1995 UX16              | 17 octobre 1995       | Spacewatch                           |
| (181736)             | 1995 US21              | 19 octobre 1995       | Spacewatch                           |
| (181737)             | 1995 UQ43              | 25 octobre 1995       | Spacewatch                           |
| (181738)             | 1995 UD50              | 17 octobre 1995       | Spacewatch                           |
| (181739)             | 1995 UA78              | 23 octobre 1995       | Spacewatch                           |
| (181740)             | 1995 VX8               | 14 novembre 1995      | Spacewatch                           |
| (181741)             | 1995 VG15              | 15 novembre 1995      | Spacewatch                           |
| (181742)             | 1995 WL15              | 17 novembre 1995      | Spacewatch                           |
| (181743)             | 1995 XJ4               | 14 décembre 1995      | Spacewatch                           |
| (181744)             | 1995 YT8               | 18 décembre 1995      | Spacewatch                           |
| (181745)             | 1995 YY18              | 22 décembre 1995      | Spacewatch                           |
| (181746)             | 1996 AR10              | 13 janvier 1996       | Spacewatch                           |
| (181747)             | 1996 BV13              | 16 janvier 1996       | Spacewatch                           |
| (181748)             | 1996 DC2               | 26 février 1996       | McNaught, R. H.                      |
| (181749)             | 1996 EX8               | 12 mars 1996          | Spacewatch                           |
| (181750)             | 1996 FL14              | 19 mars 1996          | Spacewatch                           |
| (181751) Phaenops    | 1996 HS12              | 17 avril 1996         | Elst, E. W.                          |
| (181752)             | 1996 JZ6               | 11 mai 1996           | Spacewatch                           |
| (181753)             | 1996 RM19              | 7 septembre 1996      | Spacewatch                           |
| (181754)             | 1996 RW25              | 13 septembre 1996     | NEAT                                 |
| (181755)             | 1996 TV17              | 4 octobre 1996        | Spacewatch                           |
| (181756)             | 1996 TO27              | 7 octobre 1996        | Spacewatch                           |
| (181757)             | 1996 TL30              | 7 octobre 1996        | Spacewatch                           |
| (181758)             | 1996 TQ32              | 10 octobre 1996       | Spacewatch                           |
| (181759)             | 1996 TX50              | 4 octobre 1996        | Elst, E. W.                          |
| (181760)             | 1996 TJ67              | 7 octobre 1996        | Spacewatch                           |
| (181761)             | 1996 VR2               | 10 novembre 1996      | di Cicco, D.                         |
| (181762)             | 1996 VX17              | 6 novembre 1996       | Spacewatch                           |
| (181763)             | 1996 VR25              | 10 novembre 1996      | Spacewatch                           |
| (181764)             | 1996 VH26              | 10 novembre 1996      | Spacewatch                           |
| (181765)             | 1996 XL7               | 1er décembre 1996     | Spacewatch                           |
| (181766)             | 1997 AW14              | 12 janvier 1997       | Klet                                 |
| (181767)             | 1997 CG7               | 1er février 1997      | Spacewatch                           |
| (181768)             | 1997 CQ15              | 6 février 1997        | Spacewatch                           |
| (181769)             | 1997 CR25              | 13 février 1997       | Spacewatch                           |
| (181770)             | 1997 EF57              | 10 mars 1997          | Elst, E. W.                          |
| (181771)             | 1997 GG3               | 5 avril 1997          | NEAT                                 |
| (181772)             | 1997 LS2               | 6 juin 1997           | Veillet, C.                          |
| (181773)             | 1997 LH5               | 2 juin 1997           | Spacewatch                           |
| (181774)             | 1997 LK10              | 7 juin 1997           | Elst, E. W.                          |
| (181775)             | 1997 TW1               | 3 octobre 1997        | ODAS                                 |
| (181776)             | 1997 TM6               | 2 octobre 1997        | ODAS                                 |
| (181777)             | 1997 TN9               | 2 octobre 1997        | Spacewatch                           |
| (181778)             | 1997 UN5               | 21 octobre 1997       | Spacewatch                           |
| (181779)             | 1997 US18              | 28 octobre 1997       | Spacewatch                           |
| (181780)             | 1997 WH6               | 23 novembre 1997      | Spacewatch                           |
| (181781)             | 1997 YG4               | 23 décembre 1997      | Beijing Schmidt CCD Asteroid Program |
| (181782)             | 1998 AO11              | 2 janvier 1998        | Spacewatch                           |
| (181783)             | 1998 BV14              | 25 janvier 1998       | Galad, A.                            |
| (181784)             | 1998 BO20              | 22 janvier 1998       | Spacewatch                           |
| (181785)             | 1998 BK29              | 25 janvier 1998       | Spacewatch                           |
| (181786)             | 1998 BY38              | 29 janvier 1998       | Spacewatch                           |
| (181787)             | 1998 DF17              | 23 février 1998       | Spacewatch                           |
| (181788)             | 1998 DZ17              | 23 février 1998       | Spacewatch                           |
| (181789)             | 1998 DD23              | 24 février 1998       | Spacewatch                           |
| (181790)             | 1998 DD26              | 23 février 1998       | Spacewatch                           |
| (181791)             | 1998 EX9               | 8 mars 1998           | Beijing Schmidt CCD Asteroid Program |
| (181792)             | 1998 FD39              | 20 mars 1998          | LINEAR                               |
| (181793)             | 1998 HZ4               | 18 avril 1998         | Spacewatch                           |
| (181794)             | 1998 HF5               | 22 avril 1998         | Spacewatch                           |
| (181795)             | 1998 HU67              | 21 avril 1998         | LINEAR                               |
| (181796)             | 1998 HN122             | 23 avril 1998         | LINEAR                               |
| (181797)             | 1998 MR2               | 19 juin 1998          | LINEAR                               |
| (181798)             | 1998 MJ40              | 26 juin 1998          | Elst, E. W.                          |
| (181799)             | 1998 OD4               | 24 juillet 1998       | ODAS                                 |
| (181800)             | 1998 QZ4               | 22 août 1998          | Beijing Schmidt CCD Asteroid Program |

### 181801-181900
| Nom                   | Désignation provisoire | Date de la découverte | Découvreur                                 |
| --------------------- | ---------------------- | --------------------- | ------------------------------------------ |
| (181801)              | 1998 QD22              | 17 août 1998          | LINEAR                                     |
| (181802)              | 1998 QZ27              | 26 août 1998          | Spacewatch                                 |
| (181803)              | 1998 QY73              | 24 août 1998          | LINEAR                                     |
| (181804)              | 1998 QO81              | 24 août 1998          | LINEAR                                     |
| (181805)              | 1998 QN88              | 24 août 1998          | LINEAR                                     |
| (181806)              | 1998 QT95              | 19 août 1998          | LINEAR                                     |
| (181807)              | 1998 QA97              | 19 août 1998          | LINEAR                                     |
| (181808)              | 1998 QY106             | 25 août 1998          | Elst, E. W.                                |
| (181809)              | 1998 RN4               | 14 septembre 1998     | LINEAR                                     |
| (181810)              | 1998 RP14              | 14 septembre 1998     | Spacewatch                                 |
| (181811)              | 1998 RV14              | 14 septembre 1998     | Spacewatch                                 |
| (181812)              | 1998 RH24              | 14 septembre 1998     | LINEAR                                     |
| (181813)              | 1998 RC33              | 14 septembre 1998     | LINEAR                                     |
| (181814)              | 1998 RS41              | 14 septembre 1998     | LINEAR                                     |
| (181815)              | 1998 RX43              | 14 septembre 1998     | LINEAR                                     |
| (181816)              | 1998 RD55              | 14 septembre 1998     | LINEAR                                     |
| (181817)              | 1998 RL58              | 14 septembre 1998     | LINEAR                                     |
| (181818)              | 1998 RX58              | 14 septembre 1998     | LINEAR                                     |
| (181819)              | 1998 RM66              | 14 septembre 1998     | LINEAR                                     |
| (181820)              | 1998 SM2               | 18 septembre 1998     | ODAS                                       |
| (181821)              | 1998 SV7               | 20 septembre 1998     | Spacewatch                                 |
| (181822)              | 1998 SQ9               | 17 septembre 1998     | Beijing Schmidt CCD Asteroid Program       |
| (181823)              | 1998 SK12              | 21 septembre 1998     | Visnjan                                    |
| (181824) Königsleiten | 1998 SY35              | 24 septembre 1998     | Lehmann, G., Kandler, J.                   |
| (181825)              | 1998 SR39              | 23 septembre 1998     | Spacewatch                                 |
| (181826)              | 1998 SP49              | 22 septembre 1998     | Bickel, W.                                 |
| (181827)              | 1998 SS50              | 26 septembre 1998     | Spacewatch                                 |
| (181828)              | 1998 SU58              | 17 septembre 1998     | LONEOS                                     |
| (181829) Houyunde     | 1998 SY62              | 25 septembre 1998     | Beijing Schmidt CCD Asteroid Program       |
| (181830)              | 1998 SG80              | 26 septembre 1998     | LINEAR                                     |
| (181831)              | 1998 SE84              | 26 septembre 1998     | LINEAR                                     |
| (181832)              | 1998 SZ87              | 26 septembre 1998     | LINEAR                                     |
| (181833)              | 1998 SW112             | 26 septembre 1998     | LINEAR                                     |
| (181834)              | 1998 SW116             | 26 septembre 1998     | LINEAR                                     |
| (181835)              | 1998 SU125             | 26 septembre 1998     | LINEAR                                     |
| (181836)              | 1998 SS149             | 26 septembre 1998     | LINEAR                                     |
| (181837)              | 1998 SF160             | 26 septembre 1998     | LINEAR                                     |
| (181838)              | 1998 SQ165             | 18 septembre 1998     | CSS                                        |
| (181839)              | 1998 TM3               | 14 octobre 1998       | LINEAR                                     |
| (181840)              | 1998 TS12              | 13 octobre 1998       | Spacewatch                                 |
| (181841)              | 1998 TD14              | 14 octobre 1998       | Spacewatch                                 |
| (181842)              | 1998 TF16              | 15 octobre 1998       | ODAS                                       |
| (181843)              | 1998 TK20              | 13 octobre 1998       | Spacewatch                                 |
| (181844)              | 1998 TG29              | 15 octobre 1998       | Spacewatch                                 |
| (181845)              | 1998 TS31              | 11 octobre 1998       | LONEOS                                     |
| (181846)              | 1998 UG2               | 20 octobre 1998       | ODAS                                       |
| (181847)              | 1998 UG10              | 16 octobre 1998       | Spacewatch                                 |
| (181848)              | 1998 UT14              | 23 octobre 1998       | Spacewatch                                 |
| (181849)              | 1998 UM17              | 17 octobre 1998       | Beijing Schmidt CCD Asteroid Program       |
| (181850)              | 1998 UA47              | 24 octobre 1998       | Spacewatch                                 |
| (181851)              | 1998 UX48              | 17 octobre 1998       | LONEOS                                     |
| (181852)              | 1998 VF27              | 10 novembre 1998      | LINEAR                                     |
| (181853)              | 1998 WT11              | 21 novembre 1998      | LINEAR                                     |
| (181854)              | 1998 WT12              | 21 novembre 1998      | LINEAR                                     |
| (181855) 1998 WT31    | 1998 WT31              | 18 novembre 1998      | Buie, M. W.                                |
| (181856)              | 1998 XV3               | 9 décembre 1998       | Kobayashi, T.                              |
| (181857)              | 1998 XH6               | 8 décembre 1998       | Spacewatch                                 |
| (181858)              | 1998 XE7               | 8 décembre 1998       | Spacewatch                                 |
| (181859)              | 1998 XM10              | 8 décembre 1998       | ODAS                                       |
| (181860)              | 1998 XU20              | 10 décembre 1998      | Spacewatch                                 |
| (181861)              | 1998 XS33              | 14 décembre 1998      | LINEAR                                     |
| (181862)              | 1998 XF46              | 14 décembre 1998      | LINEAR                                     |
| (181863)              | 1998 XB100             | 12 décembre 1998      | LINEAR                                     |
| (181864)              | 1999 AQ9               | 10 janvier 1999       | Beijing Schmidt CCD Asteroid Program       |
| (181865)              | 1999 BP32              | 19 janvier 1999       | Spacewatch                                 |
| (181866)              | 1999 CU12              | 14 février 1999       | ODAS                                       |
| (181867) 1999 CV118   | 1999 CV118             | 10 février 1999       | Jewitt, D. C., Trujillo, C. A., Luu, J. X. |
| (181868) 1999 CG119   | 1999 CG119             | 11 février 1999       | Luu, J. X., Trujillo, C. A., Jewitt, D. C. |
| (181869)              | 1999 CA129             | 11 février 1999       | LINEAR                                     |
| (181870)              | 1999 CJ145             | 8 février 1999        | Spacewatch                                 |
| (181871) 1999 CO153   | 1999 CO153             | 12 février 1999       | Trujillo, C. A., Luu, J. X., Jewitt, D. C. |
| (181872) Cathaysa     | 1999 FL90              | 21 mars 1999          | Sloan Digital Sky Survey                   |
| (181873)              | 1999 GY12              | 12 avril 1999         | Spacewatch                                 |
| (181874)              | 1999 HW11              | 18 avril 1999         | Kitt Peak                                  |
| (181875)              | 1999 JC131             | 13 mai 1999           | LINEAR                                     |
| (181876)              | 1999 JC135             | 12 mai 1999           | LINEAR                                     |
| (181877)              | 1999 LZ33              | 11 juin 1999          | CSS                                        |
| (181878)              | 1999 OT                | 17 juillet 1999       | Bickel, W.                                 |
| (181879)              | 1999 PE2               | 9 août 1999           | Comba, P. G.                               |
| (181880)              | 1999 PE7               | 6 août 1999           | Parker, J. W.                              |
| (181881)              | 1999 PB9               | 8 août 1999           | LONEOS                                     |
| (181882)              | 1999 RF14              | 7 septembre 1999      | LINEAR                                     |
| (181883)              | 1999 RO21              | 7 septembre 1999      | LINEAR                                     |
| (181884)              | 1999 RS28              | 8 septembre 1999      | Sarounova, L.                              |
| (181885)              | 1999 RK32              | 9 septembre 1999      | Korlevic, K.                               |
| (181886)              | 1999 RP32              | 9 septembre 1999      | Bell, G., Hug, G.                          |
| (181887)              | 1999 RB55              | 7 septembre 1999      | LINEAR                                     |
| (181888)              | 1999 RQ73              | 7 septembre 1999      | LINEAR                                     |
| (181889)              | 1999 RQ92              | 7 septembre 1999      | LINEAR                                     |
| (181890)              | 1999 RP96              | 7 septembre 1999      | LINEAR                                     |
| (181891)              | 1999 RD106             | 8 septembre 1999      | LINEAR                                     |
| (181892)              | 1999 RY145             | 9 septembre 1999      | LINEAR                                     |
| (181893)              | 1999 RC148             | 9 septembre 1999      | LINEAR                                     |
| (181894)              | 1999 RN153             | 9 septembre 1999      | LINEAR                                     |
| (181895)              | 1999 RM155             | 9 septembre 1999      | LINEAR                                     |
| (181896)              | 1999 RN161             | 9 septembre 1999      | LINEAR                                     |
| (181897)              | 1999 RK164             | 9 septembre 1999      | LINEAR                                     |
| (181898)              | 1999 RS168             | 9 septembre 1999      | LINEAR                                     |
| (181899)              | 1999 RM178             | 9 septembre 1999      | LINEAR                                     |
| (181900)              | 1999 RX212             | 9 septembre 1999      | LINEAR                                     |

### 181901-182000
| Nom      | Désignation provisoire | Date de la découverte | Découvreur                                 |
| -------- | ---------------------- | --------------------- | ------------------------------------------ |
| (181901) | 1999 RP214             | 6 septembre 1999      | LONEOS                                     |
| (181902) | 1999 RD215             | 6 septembre 1999      | Trujillo, C. A., Luu, J. X., Jewitt, D. C. |
| (181903) | 1999 RE237             | 8 septembre 1999      | CSS                                        |
| (181904) | 1999 RN254             | 8 septembre 1999      | CSS                                        |
| (181905) | 1999 SR1               | 20 septembre 1999     | Sarounova, L.                              |
| (181906) | 1999 SC4               | 29 septembre 1999     | Korlevic, K.                               |
| (181907) | 1999 SC14              | 29 septembre 1999     | CSS                                        |
| (181908) | 1999 SG19              | 29 septembre 1999     | CSS                                        |
| (181909) | 1999 TX15              | 12 octobre 1999       | Pravec, P., Kusnirak, P.                   |
| (181910) | 1999 TR34              | 2 octobre 1999        | LINEAR                                     |
| (181911) | 1999 TQ39              | 3 octobre 1999        | CSS                                        |
| (181912) | 1999 TP41              | 2 octobre 1999        | Spacewatch                                 |
| (181913) | 1999 TS44              | 3 octobre 1999        | Spacewatch                                 |
| (181914) | 1999 TZ46              | 4 octobre 1999        | Spacewatch                                 |
| (181915) | 1999 TY51              | 4 octobre 1999        | Spacewatch                                 |
| (181916) | 1999 TH53              | 6 octobre 1999        | Spacewatch                                 |
| (181917) | 1999 TP71              | 9 octobre 1999        | Spacewatch                                 |
| (181918) | 1999 TL74              | 10 octobre 1999       | Spacewatch                                 |
| (181919) | 1999 TZ76              | 10 octobre 1999       | Spacewatch                                 |
| (181920) | 1999 TN79              | 11 octobre 1999       | Spacewatch                                 |
| (181921) | 1999 TQ79              | 11 octobre 1999       | Spacewatch                                 |
| (181922) | 1999 TQ80              | 11 octobre 1999       | Spacewatch                                 |
| (181923) | 1999 TD105             | 3 octobre 1999        | LINEAR                                     |
| (181924) | 1999 TW115             | 4 octobre 1999        | LINEAR                                     |
| (181925) | 1999 TW117             | 4 octobre 1999        | LINEAR                                     |
| (181926) | 1999 TT130             | 6 octobre 1999        | LINEAR                                     |
| (181927) | 1999 TM133             | 6 octobre 1999        | LINEAR                                     |
| (181928) | 1999 TE134             | 6 octobre 1999        | LINEAR                                     |
| (181929) | 1999 TR134             | 6 octobre 1999        | LINEAR                                     |
| (181930) | 1999 TD136             | 6 octobre 1999        | LINEAR                                     |
| (181931) | 1999 TJ138             | 6 octobre 1999        | LINEAR                                     |
| (181932) | 1999 TY138             | 6 octobre 1999        | LINEAR                                     |
| (181933) | 1999 TD142             | 7 octobre 1999        | LINEAR                                     |
| (181934) | 1999 TM144             | 7 octobre 1999        | LINEAR                                     |
| (181935) | 1999 TS155             | 7 octobre 1999        | LINEAR                                     |
| (181936) | 1999 TC158             | 7 octobre 1999        | LINEAR                                     |
| (181937) | 1999 TX159             | 9 octobre 1999        | LINEAR                                     |
| (181938) | 1999 TB161             | 9 octobre 1999        | LINEAR                                     |
| (181939) | 1999 TQ163             | 9 octobre 1999        | LINEAR                                     |
| (181940) | 1999 TJ169             | 10 octobre 1999       | LINEAR                                     |
| (181941) | 1999 TT173             | 10 octobre 1999       | LINEAR                                     |
| (181942) | 1999 TZ176             | 10 octobre 1999       | LINEAR                                     |
| (181943) | 1999 TT179             | 10 octobre 1999       | LINEAR                                     |
| (181944) | 1999 TN180             | 10 octobre 1999       | LINEAR                                     |
| (181945) | 1999 TC202             | 13 octobre 1999       | LINEAR                                     |
| (181946) | 1999 TM203             | 13 octobre 1999       | LINEAR                                     |
| (181947) | 1999 TG215             | 15 octobre 1999       | LINEAR                                     |
| (181948) | 1999 TP216             | 15 octobre 1999       | LINEAR                                     |
| (181949) | 1999 TF219             | 1er octobre 1999      | CSS                                        |
| (181950) | 1999 TB226             | 2 octobre 1999        | Spacewatch                                 |
| (181951) | 1999 TA228             | 1er octobre 1999      | Spacewatch                                 |
| (181952) | 1999 TL231             | 5 octobre 1999        | CSS                                        |
| (181953) | 1999 TH245             | 7 octobre 1999        | CSS                                        |
| (181954) | 1999 TT263             | 15 octobre 1999       | Spacewatch                                 |
| (181955) | 1999 TE272             | 3 octobre 1999        | LINEAR                                     |
| (181956) | 1999 TV287             | 10 octobre 1999       | LINEAR                                     |
| (181957) | 1999 TA289             | 10 octobre 1999       | LINEAR                                     |
| (181958) | 1999 UL7               | 30 octobre 1999       | LINEAR                                     |
| (181959) | 1999 UG21              | 31 octobre 1999       | Spacewatch                                 |
| (181960) | 1999 UM24              | 28 octobre 1999       | CSS                                        |
| (181961) | 1999 UA31              | 31 octobre 1999       | Spacewatch                                 |
| (181962) | 1999 UU35              | 31 octobre 1999       | Spacewatch                                 |
| (181963) | 1999 UO37              | 16 octobre 1999       | Spacewatch                                 |
| (181964) | 1999 UE40              | 16 octobre 1999       | LINEAR                                     |
| (181965) | 1999 UN41              | 18 octobre 1999       | Spacewatch                                 |
| (181966) | 1999 UA42              | 20 octobre 1999       | LINEAR                                     |
| (181967) | 1999 UW47              | 30 octobre 1999       | CSS                                        |
| (181968) | 1999 UW58              | 30 octobre 1999       | LINEAR                                     |
| (181969) | 1999 VU14              | 2 novembre 1999       | Spacewatch                                 |
| (181970) | 1999 VF17              | 2 novembre 1999       | Spacewatch                                 |
| (181971) | 1999 VM17              | 2 novembre 1999       | Spacewatch                                 |
| (181972) | 1999 VD21              | 12 novembre 1999      | Farra d'Isonzo                             |
| (181973) | 1999 VS26              | 3 novembre 1999       | LINEAR                                     |
| (181974) | 1999 VJ30              | 3 novembre 1999       | LINEAR                                     |
| (181975) | 1999 VK35              | 3 novembre 1999       | LINEAR                                     |
| (181976) | 1999 VK45              | 4 novembre 1999       | CSS                                        |
| (181977) | 1999 VJ64              | 4 novembre 1999       | LINEAR                                     |
| (181978) | 1999 VV66              | 4 novembre 1999       | LINEAR                                     |
| (181979) | 1999 VZ66              | 4 novembre 1999       | LINEAR                                     |
| (181980) | 1999 VZ69              | 4 novembre 1999       | LINEAR                                     |
| (181981) | 1999 VC71              | 4 novembre 1999       | LINEAR                                     |
| (181982) | 1999 VO74              | 5 novembre 1999       | Spacewatch                                 |
| (181983) | 1999 VO80              | 4 novembre 1999       | LINEAR                                     |
| (181984) | 1999 VF82              | 5 novembre 1999       | LINEAR                                     |
| (181985) | 1999 VW95              | 9 novembre 1999       | LINEAR                                     |
| (181986) | 1999 VR104             | 9 novembre 1999       | LINEAR                                     |
| (181987) | 1999 VQ108             | 9 novembre 1999       | LINEAR                                     |
| (181988) | 1999 VF110             | 9 novembre 1999       | LINEAR                                     |
| (181989) | 1999 VW111             | 9 novembre 1999       | LINEAR                                     |
| (181990) | 1999 VG113             | 9 novembre 1999       | LINEAR                                     |
| (181991) | 1999 VH121             | 4 novembre 1999       | Spacewatch                                 |
| (181992) | 1999 VZ125             | 9 novembre 1999       | Spacewatch                                 |
| (181993) | 1999 VP130             | 9 novembre 1999       | Spacewatch                                 |
| (181994) | 1999 VO161             | 14 novembre 1999      | LINEAR                                     |
| (181995) | 1999 VV165             | 14 novembre 1999      | LINEAR                                     |
| (181996) | 1999 VQ167             | 14 novembre 1999      | LINEAR                                     |
| (181997) | 1999 VR180             | 6 novembre 1999       | LINEAR                                     |
| (181998) | 1999 VC212             | 12 novembre 1999      | LINEAR                                     |
| (181999) | 1999 WG15              | 29 novembre 1999      | Spacewatch                                 |
| (182000) | 1999 WX20              | 16 novembre 1999      | Spacewatch                                 |

## Sources
- (en) Base de données du Centre des planètes mineures